# Acalolepta breviscapa
Acalolepta breviscapa är en skalbaggsart som beskrevs av Hayashi 1980. Acalolepta breviscapa ingår i släktet Acalolepta och familjen långhorningar.
Artens utbredningsområde är Nepal. Inga underarter finns listade i Catalogue of Life.